# Теофил Куркуас
Теофил Куркуас (на гръцки: Θεόφιλος Κουρκούας) е византийски военачалник от времето на императорите Роман Лакапин и Константин VII, участник във византийско-арабските войни.
Към 924 година Теофил е назначен за стратег на източната тема Халдия, опираща арменските земи. Като такъв години наред води местните византийски сили срещу най-северните покрайнини на Абасидския халифат. През 949 година печели голяма победа със завладяването на град Теодосиопол (днешен Ерзурум).
При Никифор II Фока (963 – 969) Теофил Куркуас е с почетната длъжност доместик на схолите, но не взима участие в завоеванията на този император.
Теофил Куркуас е по-голям брат на известния пълководец Йоан Куркуас и дядо на император Йоан Цимисхи.